# Roi Thái Sơn
Roi Thái Sơn, (còn gọi là Thái Sơn thảo pháp, Côn Thái Sơn hay Thái Sơn côn) là bài roi (côn) xuất xứ từ đất Bình Định, được Hội nghị chuyên môn toàn quốc lần 1 của Liên đoàn Võ thuật Cổ truyền Việt Nam tổ chức tại Thành phố Hồ Chí Minh năm 1993 chọn là một trong bốn bài quốc võ đầu tiên (bao gồm: Hùng kê quyền, Lão hổ thượng sơn, Tứ linh đao và Roi Thái Sơn).

## Lời thiệu
Đây là một trong số ít những bài quyền, bài binh khí của võ cổ truyền Việt Nam có lời thiệu gồm cả chữ Hán, chữ Nôm (dịch thơ bài chữ Hán) và phú. Hiện nay phổ biến nhất là bản thơ chữ Hán và bản phú. Lời thiệu Roi Thái Sơn với nhan đề Thái Sơn thảo pháp được trích trong tập tư liệu cổ bằng chữ Hán, sưu tầm được tại võ đường của võ sư Phan Thọ ở Bình Nghi, huyện Tây Sơn. Điều này đã góp phần khẳng định các đặc trưng về nội dung, địa danh ở vùng đất Tây Sơn, Bình Định và được phổ biến khá rộng rãi trong các dòng tộc, môn phái và nhân dân Bình Định. Tuy nhiên, do thời gian, do cách hiểu của mỗi võ sư mỗi khác và do lối dạy thiệu truyền khẩu, đã khiến cho bài thiệu của bài nói riêng và lời thiệu của một số bài quyền khác nói chung, trở nên có nhiều dị bản, thậm chí không tránh khỏi sai lạc.

### Bản Hán - Việt
Thái Sơn thảo pháp
Bái tổ Thái Sơn côn
Thái sơn đích thủy địa xà liên
Thượng bổng Kỳ lân, thoái Bạch-viên
Huê kỳ, độc giác, trung bình hạ
Thượng thích, đại đăng, tấn thừa thiên
Hồi đầu, trực chỉ, liên tam thích
Đồng tân thuận thế, phá giang biên
Thố Tẩu, Tầu sơn, hoành phá kiếm
Linh miêu mai phục, tấn thích ngưu
Thừa Trâu, Bối địa, loan côn thích
Hồi tiểu, kim kê, đả trung lang
Suy phong, sầu võ, khai ngưu giác
Tiểu tử tam thiền, giá mã an
Bái tổ sư, lập như tiền
Câu "Bái tổ" lúc mở đầu và câu "Bái tổ sư, lập như tiền" (bái tổ sư, đứng nghiêm như lúc ban đầu), hoặc "Hồi đầu bái tổ sư" kết thúc bài roi này là hai câu không nằm trong lời thiệu chữ Hán của bài.

### Bản phú
Roi Thái Sơn
Tay cầm roi đản khai trương
Vọng tiền bái tổ là đường xưa nay
Diện tiền thế ấy rất hay
Thái sơn trích thủy, côn này đổ nghiêng
Đại xa phục thổ chẳng hiền
Kỳ long phản ứng ngựa liền cao bay
Hoành roi một bước lướt vào
Quy kỳ Độc giác trực giao diện tiền
Côn trùng tấn thích trung thiên
Hồi đầu trực chỉ diện tiền tam giao
Đồng tân xuất thế anh hào
Giang biên phá trận xông vào tiền môn
Hoành sơn thỏ chạy dập dồn
Phục châu hạ địa vươn côn đảo trừ
Linh miêu núp dưới bóng người
Chờ trân vùng dậy ngựa chuồi tới đâm
Thừa châu côn nọ tay cầm
Biến thiên bố địa mà đâm diện tiền
Lui về giữ thế trung kiên
Đề côn đả kích phá yên trận đồ
Gió rung lá rụng ồ ồ
Sừng trâu mở rộng côn đồ chiến chinh
Thuyền rồng giữa biển linh đinh
Mã yên Triệu Tử ba lần thành công.

## Đặc điểm
Bài sử dụng cây côn có độ dài đến lông mày người tập, gọi là tề mi côn. Đường kính côn khoảng 3 cm, vừa phải, đủ để nắm gọn trong lòng bàn tay. Côn có thể làm bằng gỗ cứng nhưng thường là bằng cây song, tầm vông vừa dẻo dai vừa rắn chắc. Roi chia hai đầu, trong đó phần ngọn roi phía trước gọi là đầu roi, phía đuôi gọi là đốc roi.
Khác với một số bài như Lão hổ thượng sơn, Hùng kê quyền, Yến phi quyền chỉ bắt chước tư thế hoặc lấy tinh thần của một loài vật làm căn cơ của bài, bài roi Thái Sơn mô phỏng tư thế, động tác của tám con vật là rắn, lân, tê giác, thỏ, mèo, trâu, gà, hổ. Đây là một điểm hiếm thấy trong các bài danh võ. Các chiêu thức của bài, do biểu thị cả hình và ý của nhiều loài thú nên hết sức biến ảo, lúc tấn công thì ra đòn mạnh như vũ bão, lúc lui về thế thủ thì nhẹ nhàng, uyển chuyển, linh hoạt để né tránh. Rồi từ thế thủ chuyển sang thế tấn công ra đòn liên tiếp để hạ đối phương. Bài đặc trưng với những kỹ pháp tấn công như đâm, bắt, lắc, đả, kỹ thuật phòng thủ như triệt, chặn, khắc v.v.

## Đánh giá
Lê Đẩu, trong bài Thơ võ Tây Sơn: một nguồn thơ ca bị quên lãng viết tại Arlington tháng 10 năm 1999, đăng trên Đặc san Quang Trung và Tây Sơn xuân Canh Thìn 2000, khi nhận xét về vùng "đất võ trời văn" Bình Định, đã bình luận về một số câu thiệu của bài:
Tính chất văn học và điển tích rất là phong phú. Ví dụ như hai câu: "Si phong sậu võ ngưu khai giác / Triệu Tử đoạt thuyền giá mã an" (si phong: ngọn gió dữ; sậu võ: lá buôn; ngưu khai giác: trâu mở sừng; Triệu Tử: danh tướng trong Tam Quốc chí; đoạt thuyền: tích cứu ấu chúa lần thứ hai bên Tôn Ngô). Nhưng khi đi vào thơ thì thật tuyệt, cổ nhân đã dịch ý như thế này: "Gió rung lá rung ồ ồ / Sừng trâu mở rộng côn đồ chiến chinh / Thuyền rồng giữa biển linh đinh / Mã yên Triệu Tử đoạt thuyền thành công". Một cây roi được múa lên hào hùng như ở trận Tương Dương Trường Bản. Mà ở đây, một cây roi khéo léo uyển chuyển của danh tướng Triệu Tử Long trên thuyền chật hẹp. Hai đường roi ở hai trận chiến khác nhau xa. Cái khác biệt này chính là "cái ta" của người Việt Nam. Các danh từ như núi Thái Sơn, Đồng Tân, Triệu Tử là những điển tích văn học Trung quốc, nền văn hóa nước ta vẫn còn mang sắc thái này. Nhưng dùng nó trong thơ ca võ thuật cốt để khắc sâu các đòn thế, tạo được nét hào hùng khi nghĩ về chúng. Đặc biệt là khi ngâm nga cùng lúc với diễn tập. Động tác hòa hợp với lời thơ thi vị vô cùng.